# جينارو سيرمينيو
جينارو سيرمينيو، (بالإسبانية: Genaro Sermeño) (28 نوفمبر 1948 – 23 ديسمبر 2022) (لقبه: القيصر، el Kaizer) لاعب كرة قدم من جمهورية السلفادور، مثّل دولته في كأس العالم 1970 في المكسيك.

## مسيرته
لعب في نادي سانتانيكوس أسوشيتد لمدة ثمانِ سنوات أحرز فيها 29 هدفاً. لُقِّبَ بالقيصر. شارك في كأس العالم 1970 لكنّه لَعِبَ لمدة 14 دقيقة فقط في المباراة.
أصبح سيرمينيو المدير الفني لنادي يوفنتود أوليمبيكا C.D. Juventud Olímpica من السلفادور في عام 1999.

## وفاته
توفّي سيرمينيو في 23 ديسمبر 2022 لِإصابته بمرض السكري في مستشفى خاص في مدينة سانتا آنا مونيسباليتي و عمره 74.